# Zoochlorelle
Zoochlorellen sind Grünalgen (Chlorophyta) aus der (wahrscheinlich polyphyletischen) Gattung Chlorella, die als Endosymbionten in Wimpertierchen wie z. B.  Paramecium bursaria, Amöben und den Zellen verschiedener vielzelliger Tiere wie z. B. denen des Süßwasserpolypen Hydra viridissima und der Grünen Riesenanemone leben. Die Algen liefern ihrem Wirt Assimilate (30–40 % ihrer Produktion) und beziehen dafür – neben dem Schutz durch den größeren Organismus – u. a. Stickstoffverbindungen, die sonst ausgeschieden würden. Gemeinsam mit den ebenso lebenden Zooxanthellen lieferten sie die Anregung für die Endosymbiontentheorie. Im weiteren Sinne werden auch andere Grünalgen, die in Tieren oder Protozoen leben, als Zoochlorellen bezeichnet, beispielsweise die in dem Plattwurm Convoluta roscoffensis lebende Tetraselmis convolutae.